# کت چرمی (فیلم ۱۹۹۲)
کت چرمی (به انگلیسی: Leather Jackets) فیلمی محصول سال ۱۹۹۲ و به کارگردانی لی دریسدیل است. در این فیلم بازیگرانی همچون دی بی سویینی، بریجیت فوندا، کری الویس، جیمز لوگرو، نیل جونتولی، جان پولیتو، مارشال بل، کریس پن، لیسانه فالک و جینجر لین ایفای نقش کرده‌اند.